# Frédéric Ier (roi de Suède)
Pour les articles homonymes, voir Frédéric Ier.
Frédéric Ier (en suédois : Fredrik I), né à Cassel (Hesse-Cassel) le 23 avril 1676 et mort à Stockholm (Suède) le 25 mars 1751, est roi de Suède de 1720 à 1751. Il est également landgrave de Hesse-Cassel de 1730 à 1751.

## Famille
Fils de Charles Ier de Hesse-Cassel et d'Amélie de Courlande, il est également le frère de la princesse douairière d'Orange Marie-Louise de Hesse-Cassel qui est régente des Provinces-Unies de 1711 à 1731.
En 1700, il épouse sa cousine Louise de Prusse (1680 – 1705), fille de l'électeur de Brandebourg Frédéric III (1657 – 1713) et d'Élisabeth-Henriette de Hesse-Cassel (1661 – 1683), union qui demeure sans postérité.
Veuf, il épouse en 1715 Ulrique-Éléonore de Suède (1688 – 1741), sœur et héritière du roi Charles XII, qui ne lui donne pas non plus de descendance.

## Ordres
Le 23 février 1748, le roi  Frédéric Ier crée l'ordre des Séraphins, qui devient la plus importante décoration de Suède. À la même date, il institue les ordres de l'Étoile polaire ainsi que de l'Épée.

Ordre des Séraphins
Ordre de l'Épée
Ordre de l'Étoile polaire

## Biographie
Frédéric Ier de Suède appartient à la première branche de la maison de Hesse, elle-même issue d'une branche cadette de la maison de Brabant. Cette lignée de Hesse-Cassel est la plus ancienne des branches de la maison de Hesse. Ses descendants actuels ont pour ancêtres les électeurs de Hesse et Hesse-Philippstal.
En octobre 1702, dans le cadre de la guerre de succession d'Espagne, il participe à la prise de la citadelle de Liège à la tête de grenadiers.
Charles XII, roi de Suède de 1697 à 1718, meurt célibataire et sans enfant. La Suède sort affaiblie de longues années de guerre. Elle a dû céder ses possessions outre Baltique et perd ainsi son hégémonie. Le Conseil et le Riksdag, désireux de mettre un terme à cette politique d'expansion ruineuse pour le pays, décident d'abolir le pouvoir abusif de la monarchie absolue en Suède, et profitèrent du fait que le roi Charles XII n'ait pas d'héritier pour s'imposer. Instantanément, une lutte s'engage pour la couronne de Suède entre le parti hessois et le parti holsteinois. En effet, la sœur aînée de Charles XII, décédée, a laissé un fils : Charles-Frédéric de Holstein-Gottorp. Mais Ulrique-Éléonore de Suède, sœur cadette de Charles XII, est reconnue par l'armée suédoise comme reine de Suède mais à condition qu'elle renonce à l'absolutisme et qu'elle gouverne avec le Riksdag, ce qu'elle accepte. On lui impose les constitutions de 1719 et 1720 rendant souverain le Riksdag, qui se réunit tous les trois ans. Ce dernier a pour fonctions de contrôler l'action du Conseil, d'adopter les lois et de consentir aux impôts nécessaires.
Ulirique-Éléonore devient ainsi reine de Suède aux dépens de son neveu Charles-Frédéric de Holstein-Gottorp. Elle est élue reine le 21 février 1719 et couronnée le mois suivant. Mais son règne est de courte durée. En effet, elle cède très tôt son trône en 1720, au profit de son époux Frédéric de Hesse qui devient Frédéric Ier, roi de Suède. Cette abdication oblige le Riksdag à réviser la constitution en 1720. Cette révision accroît les pouvoirs des états : le Conseil perd ainsi la compétence de conclure la paix, armistice ou alliance. Aucun privilège n'est plus concédé par le roi. Les pouvoirs du roi pour les nominations aux fonctions administratives sont fortement limités. Selon les termes de la nouvelle constitution, le pouvoir réel revient désormais au Riksdag. Frédéric Ier n'est élu et couronné roi que le 14 mai 1720, après avoir solennellement adopté cette constitution qui réduit le pouvoir du monarque. C'est ainsi que commence en Suède l'ère de la Liberté.
Frédéric doit se confronter à de nombreux prétendants au trône, et cette période est en réalité dominée par le chancelier Avid Horn. Ce dernier est élu par le Riksdag pour présider la chancellerie. Sa fonction ressemble de plus en plus à celle d'un Premier ministre. Jusqu'en 1738, c'est lui qui apparaît comme le vrai gouverneur du pays. Ses relations se détériorent avec Frédéric qui est plus préoccupé par ses intérêts dynastiques en Hesse.
Le nouveau gouvernement réussit à mettre fin à la grande guerre du Nord, mais à un prix très élevé. Frédéric conclut la paix avec le Danemark, auquel il cède le duché de Schleswig, avec la Prusse qui reçoit une partie de la Poméranie, et avec le Hanovre qui reçoit Brême-et-Verden. Par le traité de Nystad (1721), la Suède cède la Livonie, l'Estonie, l'Ingrie et la Carélie orientale à la Russie, qui devient ainsi la principale puissance de la région.
Frédéric Ier s'efforce par la suite, grâce à une administration conservatrice et par l'encadrement de l'agriculture et du commerce à réparer les maux causés par les guerres de Charles XII. En 1738, il fait interdire les loges maçonniques.
De 1718 à 1772 le pays est dominé par des factions qui s'organisèrent peu à peu en partis dirigés par l'aristocratie suédoise : les « Bonnets » favorables à la Grande-Bretagne et les « Chapeaux » à la France. Ceux-ci, soudoyés par Versailles, entraînent la Suède dans la malheureuse guerre des Chapeaux en 1741. À la fin du conflit, Frédéric doit signer le traité d'Åbo en 1743.
Sur le plan des arts, il commanda en 1736 un plafond à Giambattista Tiepolo, mais il ne sut pas y mettre le prix et seul un contrat mirobolant, comme celui du prince-évêque de Bavière à Würzburg, était capable de faire quitter sa Venise natale au peintre.
En 1743, sous la pression russe, il choisit pour héritier Adolphe-Frédéric de Holstein-Gottorp qui lui succède en 1751.

## Lieu d'inhumation
Le roi Frédéric Ier est inhumé dans la crypte située sous la chapelle Gustave-Adolphe de l'église de Riddarholmen de Stockholm.

## Titres et honneurs

### Titulature
- 5 décembre 1718 – 29 février 1720 : Son Altesse royale le prince consort Frédéric de Suède.
- 24 mars 1720 – 23 mars 1730 : Sa Majesté le roi Frédéric Ier de Suède.
- 23 mars 1730 – 25 mars 1751 : Sa Majesté le roi Frédéric Ier de Suède, landgrave de Hesse-Cassel.

### Armes
Le roi Frédéric Ier est le grand maître et fondateur de l'ordre des Séraphins et ses armoiries sont exposées dans l'église de Riddarholmen :
| Blason | Blasonnement : Écartelé : à la croix pattée d'or, qui est la croix de Saint-Eric, cantonnée en 1 et 4, d'azur à trois couronnes d'or posées 2 et 1 qui est de Suède moderne, en 2 et 3, d'azur, à trois barres ondées d'argent, au lion couronné d'or armé et lampassé de gueules, brochant sur le tout, qui est de Suède ancien, sur-le-tout parti d'un, coupé de deux, soit six quartiers : en 1, d'argent à la croix patriarcale de gueules qui est de Hersfeld, en 2 d'or, au chef de sable, chargé d'une étoile à six rais d'argent (comté de Ziegenhain (de)), en 3 d'or au lion de gueules armé, lampassé et couronné d'azur, qui est de Katzenelnbogen ; 4 de gueules aux deux léopards d'or, qui est de Dietz, en 5 coupé de sable, à deux étoiles à six rais d'argent et d'or plain, qui est de Nidda, en 6 de gueules, à la feuille d'ortie d'argent, qui est de Schaumbourg, sur-le-tout-du-tout, d'azur, au lion burelé d'argent et de gueules, armé, lampassé et couronné d'or, qui est de Hesse-Cassel le tout surmonté d'une couronne royale. |

## Sources et bibliographie
- Jean Churchill de Marlborough, Histoire de Jean Churchill, duc de Marlborough, vol. 1, Jean Imprimerie Impériale (Paris), 1808, 409 p. (lire en ligne).
- Suède, Bibliothèque du voyageur, édition Gallimard, 1991, p. 42, 43.
- Encyclopedia Universalis, France, S.A., 2002.
- Michel Moune, Dictionnaire encyclopédique d'Histoire, Larousse-Bordas, 1996, Paris, nouvelle édition. p. 2298
- Jean-Pierre Mousson-Lestang, Histoire de la Suède, collection dirigée par Serge Berstein et Pierre Milza, Hatier, 1995. p. 86, 88, 89, 93, 94, 97, 105.